# プリメーラ・ディビシオン (アルゼンチン)1895
チャンピオンシップ・カップ1895 (Championship Cup 1895)は、アマチュア時代におけるアルゼンチンのサッカーリーグ1部、プリメーラ・ディビシオンの第3回目のシーズンである。主催団体は「アルゼンチン・アソシエーション・フットボールリーグ」(Argentine Association Football League)。ローマスACが3連覇し、プリメーラ・ディビシオンの歴史において最初の3連覇達成チームとなった。

## 概要
6チームによるホーム・アンド・アウェー2回戦総当たり・全10節のリーグ戦。昨季出場した6チームからロサリオAC、ロボスAC、セント・アンドリュース・スコッツ・スクールが離脱した。代わってキルメス・ローヴァースACとローマス・アカデミー (ローマスACの2軍)が新規加盟、イングリッシュ・ハイスクールが再加盟した。

## 結果
| 順位 | チーム                       | 勝点 | 試合 | 勝 | 分 | 負 | 得 | 失 | 差  |
| ---- | ---------------------------- | ---- | ---- | -- | -- | -- | -- | -- | --- |
| 1    | ローマスAC                   | 18   | 10   | 8  | 2  | 0  | 29 | 8  | 21  |
| 2    | ローマス・アカデミー         | 13   | 10   | 6  | 1  | 3  | 20 | 11 | 9   |
| 3    | フローレスAC                 | 12   | 10   | 6  | 0  | 4  | 22 | 12 | 10  |
| 4    | イングリッシュ・ハイスクール | 7    | 10   | 3  | 1  | 6  | 12 | 12 | 0   |
| 5    | レティーロAC                 | 5    | 10   | 2  | 1  | 7  | 6  | 18 | -12 |
| 6    | キルメス・ローヴァーズAC     | 5    | 10   | 2  | 1  | 7  | 10 | 32 | -22 |